# Antiblemma pira
Antiblemma pira är en fjärilsart som beskrevs av Druce. Antiblemma pira ingår i släktet Antiblemma och familjen nattflyn. Inga underarter finns listade i Catalogue of Life.